# ککرا
ککرا (به انگلیسی: Kakra) یک منطقهٔ مسکونی در پاکستان است که در کشمیر آزاد واقع شده‌است.